# فهرست شهرستان‌های استان چهارمحال و بختیاری

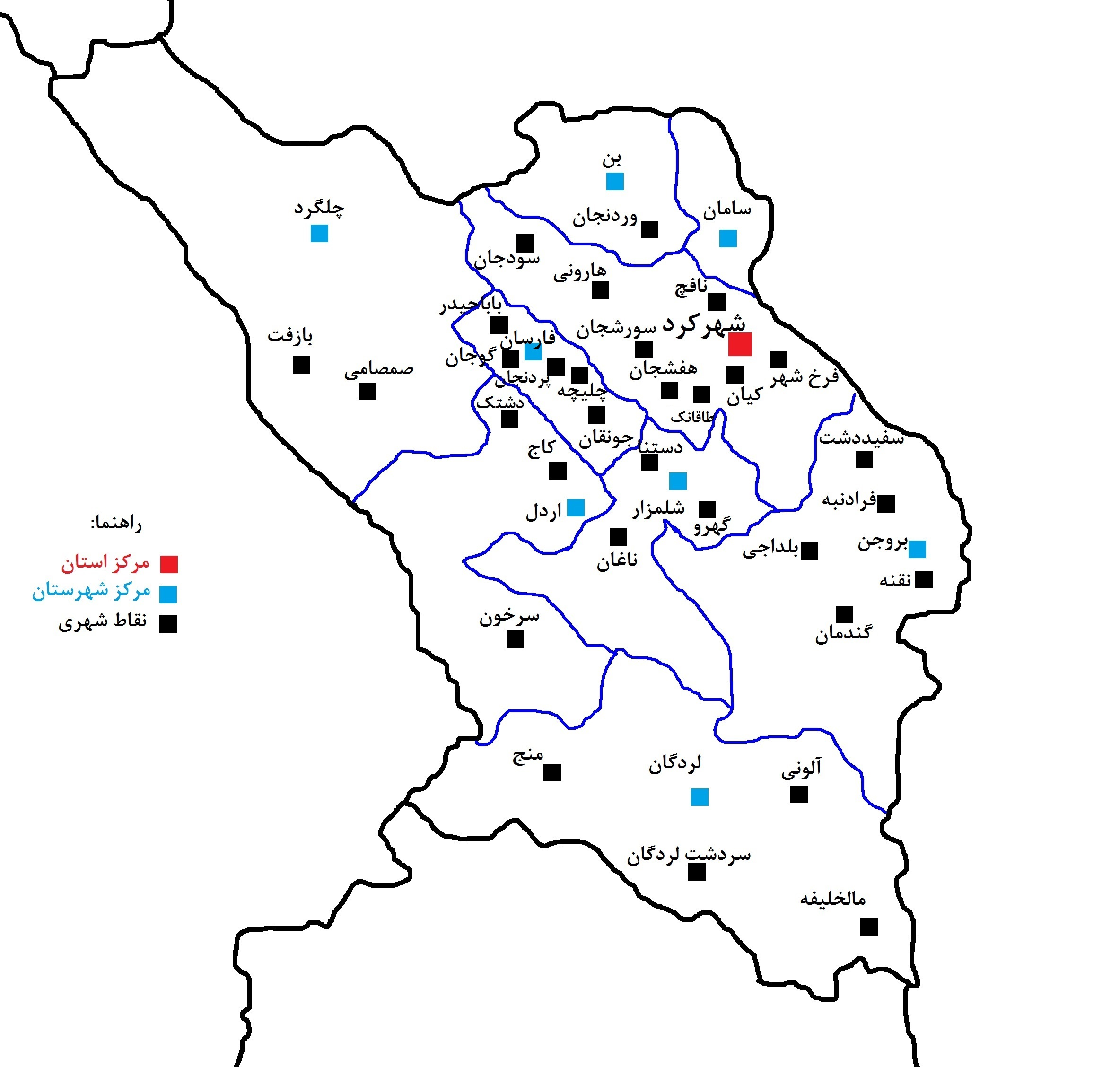
پراکندگی شهرهای استان چهارمحال و بختیاری در شهرستان‌های دوازده‌گانه

استان چهارمحال و بختیاری دارای ۱۲ شهرستان می‌باشد. شهرستان شهرکرد، پرجمعیت‌ترین و شهرستان کوهرنگ، وسیع‌ترین شهرستان استان چهارمحال و بختیاری است. این استان در سال ۱۳۹۵ دارای ۹۴۷٬۷۶۳ نفر جمعیت بوده‌است. شهرستان‌های استان چهارمحال و بختیاری بر پایه سرشماری سال‌های ۱۳۹۰ و ۱۳۹۵ خورشیدی بدین شرح است:
| ۱  | شهرکرد   | شهرکرد   | ۲۸۳٬۲۱۰ | ۳۱۵٬۹۸۰ | شهرکرد، هفشجان، شهرکیان         | ۱۳۲۱ | ۲۸۳٬۲۱۰ | ۳۱۵٬۹۸۰ | −۱۰٫۳۷٪ |
| ۲  | لردگان   | لردگان   | ۱۹۴٬۷۸۳ | ۱۵۵٬۹۵۳ | لردگان، سردشت                   | ۱۳۵۹ | ۱۹۴٬۷۸۳ | ۱۵۵٬۹۵۳ | +۲۴٫۹۰٪ |
| ۳  | بروجن    | بروجن    | ۱۱۸٬۶۸۱ | ۱۲۲٬۴۸۳ | بروجن، فرادنبه، سفیددشت، گندمان | ۱۳۳۷ | ۱۱۸٬۶۸۱ | ۱۲۲٬۴۸۳ | −۳٫۱۰٪  |
| ۴  | فارسان   | فارسان   | ۹۳٬۹۴۱  | ۹۵٬۲۸۶  | فارسان، جونقان، باباحیدر        | ۱۳۵۹ | ۹۳٬۹۴۱  | ۹۵٬۲۸۶  | −۱٫۴۱٪  |
| ۵  | خانمیرزا | آلونی    | -       | ۵۳٬۷۲۸  | آلونی                           | ۱۳۹۷ | -       |         |         |
| ۶  | کیار     | شلمزار   | ۵۸٬۰۴۷  | ۵۰٬۹۷۶  | شلمزار، گهرو، ناغان             | ۱۳۸۶ | ۵۸٬۰۴۷  | ۵۰٬۹۷۶  | +۱۳٫۸۷٪ |
| ۷  | اردل     | اردل     | ۵۳٬۵۱۴  | ۴۸٬۸۸۰  | اردل، کاج، دشتک                 | ۱۳۶۹ | ۵۳٬۵۱۴  | ۴۸٬۸۸۰  | +۹٫۴۸٪  |
| ۸  | کوهرنگ   | چلگرد    | ۳۵٬۹۱۵  | ۴۱٬۵۳۵  | چلگرد، بازفت، صمصامی            | ۱۳۸۰ | ۳۵٬۹۱۵  | ۴۱٬۵۳۵  | −۱۳٫۵۳٪ |
| ۹  | فرخشهر   | فرخشهر   | -       | ۳۷٬۰۶۸  | فرخشهر                          | ۱۴۰۲ | -       |         |         |
| ۱۰ | سامان    | سامان    | ۳۵٬۸۹۵  | ۳۴٬۶۱۶  | سامان و هوره                    | ۱۳۹۱ | ۳۵٬۸۹۵  | ۳۴٬۶۱۶  | +۳٫۶۹٪  |
| ۱۱ | فلارد    | مال‌خلیفه | -       | ۳۳٬۰۲۳  | مال‌خلیفه                        | ۱۴۰۱ | -       |         |         |
| ۱۲ | بن       | بن       | ۲۹٬۴۸۱  | ۲۸٬۳۲۶  | بن، وردنجان و یانچشمه           | ۱۳۹۱ | ۲۹٬۴۸۱  | ۲۸٬۳۲۶  | +۴٫۰۸٪  |